# Theppitak Poonjuang
Theppitak Poonjuang (thailändisch เทพพิทักษ์ พูลจวง; * 30. Juli 1998 in Rayong) ist ein thailändischer Fußballspieler.

## Karriere
Theppitak Poonjuang erlernte das Fußballspielen in der Jugend des Rayong FC. Hier unterschrieb er Anfang 2016 auch seinen ersten Vertra. Der Verein aus Rayong spielte in der zweiten Liga, der damaligen Thai Premier League Division 1. Nachdem der Club 2019 den dritten Tabellenplatz erreicht hatte, stieg er in die erste Liga auf. Am Ende der Saison 2020/21 musste er mit Rayong als Tabellenletzter wieder in die zweite Liga absteigen. Die Saison 2023/24 wurde er mit Rayong Tabellendritter und qualifizierte sich somit für die Aufstiegsspiele zur ersten Liga. Hier konnte man sich gegen den Nakhon Si United FC durchsetzen und stieg in die erste Liga auf. Nach neun Spielzeiten wechselte er im Juli 2025 nach Trat zum Zweitligisten Trat FC.

## Erfolge
Rayong FC
- Thai League 2

3. Platz: 2019  ▲, 2023/24  ▲